# Neplachov
Neplachov (en allemand : Neplachow) est une commune du district de České Budějovice, dans la région de Bohême-du-Sud, en Tchéquie. Sa population s'élevait à 371 habitants en 2023.

## Géographie
Neplachov se trouve à 20 km au nord-nord-est de České Budějovice et à 106 km au sud-sud-est de Prague.
La commune est limitée par Dolní Bukovsko au nord, par Dynín à l'est, par Mazelov et Ševětín au sud, et par Drahotěšice à l'ouest.

## Histoire
La première mention écrite du village date de 1323.

## Galerie

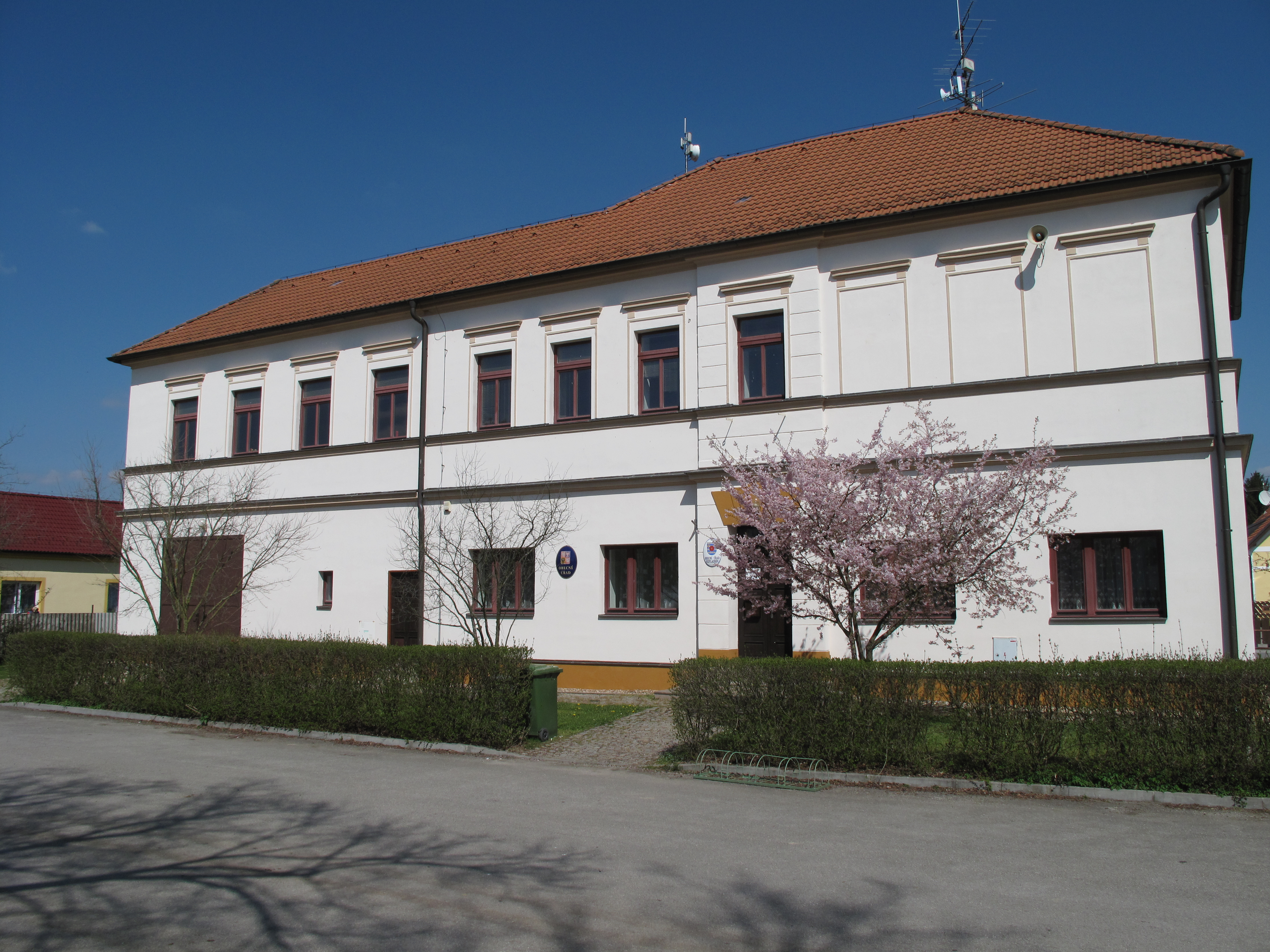
Neplachov : la mairie.
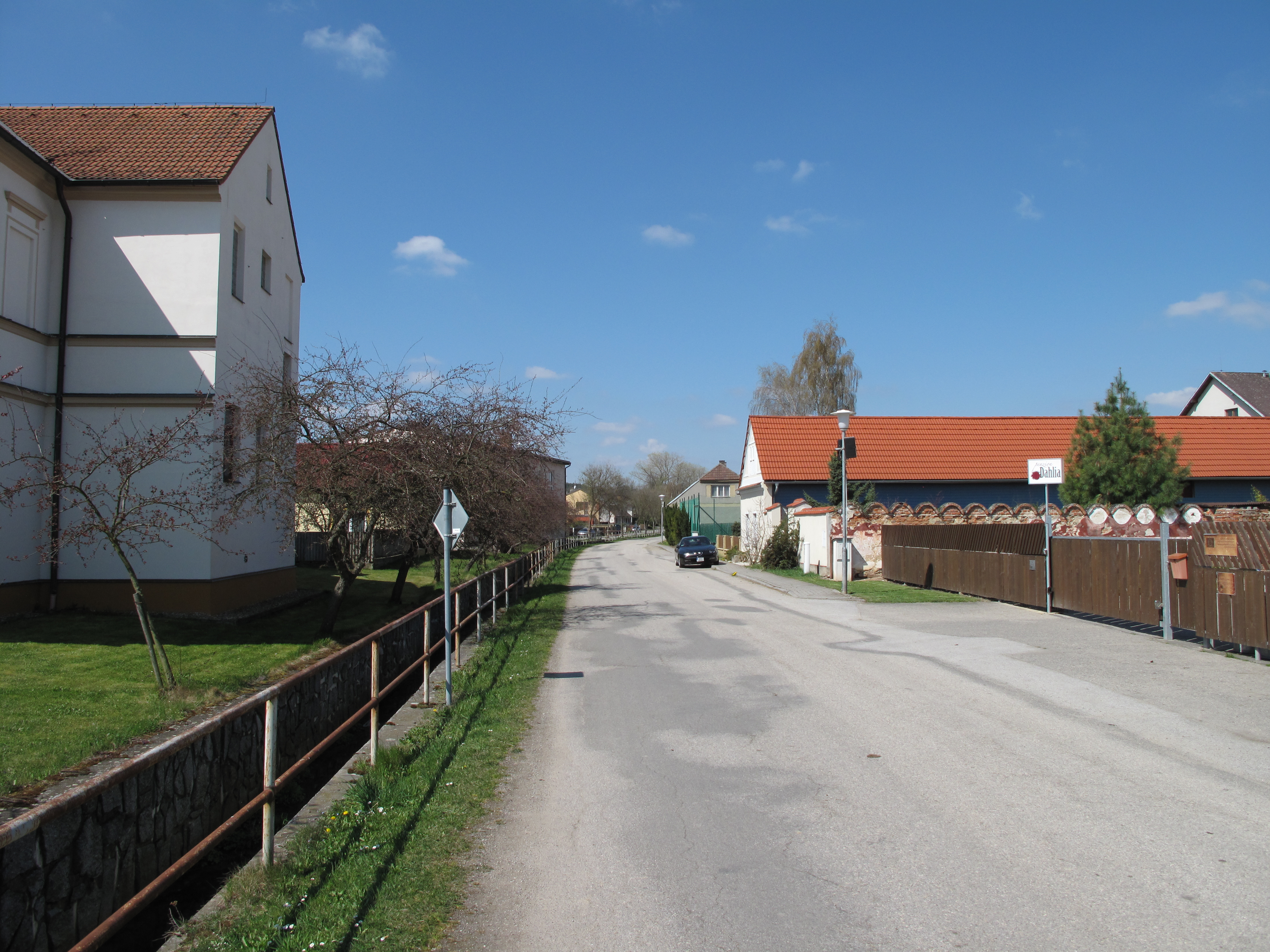
Rue de Neplachov.

## Transports
Par la route, Neplachov se trouve à 12 km de Veselí nad Lužnicí, à 23 km de České Budějovice et à 131 km de Prague.